# Hyophila microphylla
Hyophila microphylla là một loài rêu trong họ Pottiaceae. Loài này được Broth. & Watts mô tả khoa học đầu tiên năm 1915.